# Naomi Achternbusch
Naomi Achternbusch (* 1994 in München) ist eine deutsche Schauspielerin und Drehbuchautorin.

## Leben
Naomi Achternbusch wurde 1994 in München geboren und ist die Tochter des Schriftstellers und Filmregisseur Herbert Achternbusch. Sie hat sechs Geschwister. Von 2010 bis 2014 war sie Mitglied des Jugendclubs der Münchener Kammerspiele. Achternbusch lebt in Berlin.

## Karriere
Achternbusch spielte bereits im Alter von drei Jahren in dem Film Picasso in München in einer kleinen Rolle mit. Ihre erste Hauptrolle erhielt sie 2002 in Das Klatschen der einen Hand, wobei wie in ihrem ersten Film ihr Vater Regie führte. In dem deutschen Filmdrama Blind & Hässlich erhielt sie ihre erste Hauptrolle im Erwachsenenalter an der Seite von Tom Lass, der zudem für die Regie und das Drehbuch verantwortlich war. In dem Film, der am 26. Juni 2017 seine Premiere auf dem Filmfest München hatte, spielte sie die vermeintlich blinde Schulabbrecherin Jona, die sich in Ferdi (gespielt von Tom Lass) verliebt. Für ihre Darstellung in Blind & Hässlich wurde sie im Februar 2018 mit dem Preis der deutschen Filmkritik 2017 als beste Darstellerin ausgezeichnet.
Seit 2017 studiert sie an der Filmuniversität Babelsberg Konrad Wolf und arbeitet als Drehbuchautorin.

## Filmografie
- 1997: Picasso in München
- 2002: Das Klatschen der einen Hand
- 2017: 2 Girls (Kurzfilm)
- 2017: Blind & Hässlich
- 2019: Druck
- 2022: Heinrich Vogeler – Aus dem Leben eines Träumers